# Şevval İlayda Tarhan
Şevval İlayda Tarhan (n. 2000, Ankara, Ankara (il), Turcia) este o trăgătoare de tir ce a reprezentat Turcia, medaliată olimpică. A participat la o ediție a Jocurilor Olimpice (2024) în care a câștigat o medalie de argint.

## Participări
Lista de mai jos prezintă principalele competiții la care a participat Şevval İlayda Tarhan de-a lungul carierei.
- Tir la Jocurile Olimpice de vară din 2024 - pistol cu aer comprimat 10 m (mixt)